# 糀屋本店
糀屋本店（こうじや）は、大分県佐伯市に本社を置く1689年（元禄2年）創業の日本の糀製造業者である。
9代目社長浅利妙峰は「こうじ屋ウーマン」としても知られる。2010年ごろに起きた「塩糀ブーム」の火つけ役となった。
かつての日本では各家庭で味噌、醤油、甘酒などを作っており、これらの製造に用いる「麹」の製造・販売を行う業者も日本各地にあった。しかしながら、味噌、醤油、甘酒は各家庭で造るものから買うものに変化して行き、糀屋本店も例外ではなかった。
江戸時代の文献『本朝食鑑』に「塩麹漬は黒漬ともいわれる」という塩糀は漬物の漬床として使用されていたことをうかがわせる一文を見つけ、また今日も伝統食として作り続けられている地域もあったことで、これまで意識していなかった糀の利用方法を知る。米糀と塩と水を材料に塩代わりに使える調味料としてできあがったのが塩糀であった。
浅利自ら料理レシピを創作し、料理教室で紹介したり、東京のデパートで販売することで口コミが広まり、2011年にテレビで塩糀が採り上げられたのをきっかけに人気が高まった。2011年の糀業界の売上は翌2012年には31倍の62億円にと急速に拡大した。浅利にもテレビ出演や塩糀のレシピ本出版の依頼が相次ぐことになる。
浅利、および糀屋本店は塩糀に関連する商標権を一切取らず、塩糀そのものの作り方も公開している。これは、「塩糀はもともと日本の食文化に中にあったものであり、自分は古い文献からアレンジしただけで、商標登録するのはおこがましい」という考えからである。